# Thời thơ ấu của Ivan
Thời thơ ấu của Ivan (tiếng Nga: Иваново детство) là một bộ phim tâm lý của đạo diễn Andrey Tarkovsky khai thác đề tài chiến tranh Vệ quốc (1941-1945).
Dựa trên một câu chuyện của nhà văn Vladimir Bogomolov, đây là bộ phim đầu tay trong vai trò đạo diễn của Andrey Tarkovsky. Ngay lập tức, bộ phim đã khiến Andrey Tarkovsky nổi tiếng trên toàn thế giới và giành được nhiều giải thưởng cao tại các liên hoan phim Quốc tế có uy tín.

## Nội dung
Cuộc chiến tranh Vệ quốc nổ ra quá bất ngờ.
Cậu bé trinh sát viên 12 tuổi Ivan luôn bị ám ảnh bởi cái chết của mẹ và em gái, giữa khung cảnh tàn khốc của cuộc chiến tranh, Ivan luôn mơ ước được trở về với tuổi thơ thanh bình như trước kia của em.

## Ê-kíp
- Âm nhạc: Vyacheslav Ovchinnikov
- Dựng phim: Vadim Yusov
- Biên tập: Lyudmila Feiginova
- Thiết kế sản xuất: Yevgeny Chernyayev

| Diễn viên           | Thủ vai          |
| ------------------- | ---------------- |
| Nikolai Burlyayev   | Ivan             |
| Valentin Zubkov     | Đại úy Kholin    |
| Yevgeny Zharikov    | Galtsev          |
| Stepan Krylov       | Đại úy Katasonov |
| Nikolai Grinko      | Đại tá Gryaznov  |
| Valentina Malyavina | Masha            |
| Irma Raush          | mẹ Ivan          |
| Dmitry Milyutenko   |                  |
| Andrey Konchalovsky |                  |
| Ivan Savkin         |                  |
| Vladimir Marenkov   |                  |
| Vera Miturich       |                  |

## Quốc gia công chiếu
| Liên Xô · Ý · Thụy Điển | Phần Lan · Đông Đức · Mỹ | Tây Đức · Việt Nam · Hồng Kông |

## Vinh danh
- Giải thưởng Sư tử Vàng - Liên hoan phim Venice (1962)
- Giải thưởng Cổng Vàng - Liên hoan phim Quốc tế San Francisco (1962)